# Observatório Goethe Link
O Goethe Link Observatory é um observatório astronômico localizado próximo à cidade de Brooklyn, Indiana, de propriedade da Universidade de Indiana e operado pela Sociedade Astronômica de Indiana. Recebeu este nome, na honda do Dr. Goethe Link, um cirurgião de Indianápolis, que o construiu utilizando seus próprios recursos. A construção do observatório começou em 1937, e o telescópio foi operado pela primeira vez em 1939. Link doou o observatório à Universidade de Indiana em 1948.